# إيمي نوتر
أماليا إيمي نوتر (بالألمانية: Amalie Emmy Noether) (23 مارس 1882 - 14 أبريل 1935) هي عالمة رياضيات ألمانية يهودية، مشهورة بإسهامها الهامة في الجبر التجريدي والفيزياء النظرية.
وصفها بافل ألكسندروف وألبرت أينشتاين وهيرمان فايل ونوربرت فينر بأنها أهم امرأة في تاريخ الرياضيات. قامت بثورة جبارة في الجبر التجريدي بفروعه الزمر والحلقات والحقول. وفي الفيزياء مثلّت مبرهنة نوتير أول أساس لوصف الصلة ما بين التناظر وقوانين انحفاظ الطاقة.
نشأت إيمي وسط عائلة يهودية بمدينة إرلنغن التابعة لولاية بافاريا الألمانية، كان والدها ماكس نوتير عالم رياضيات. كانت قد خططت مسبقا لتدريس اللغة الفرنسية واللغة الإنجليزية، ولكن بدلاً من ذلك درست الرياضيات في جامعة إرلنغن حيث كان والدها يعمل محاضرا هناك. بعد الانتهاء من رسالتها في عام 1907 والتي كانت تحت إشراف بول غوردون، عملت في معهد إرلنغن للرياضيات بدون أن تأخذ أجر لمدة سبع سنوات. (في ذلك الوقت كانت النساء مستبعدين تماما عن تولي المناصب الأكاديمية). في عام 1915، تم استدعاؤها من قبل ديفيد هيلبرت وفيليكس كلاين للانضمام إلى قسم الرياضيات في جامعة غوتنغن، وكان هذا المركز له شهرة عالمية في مجال الأبحاث الرياضية. وقد اعترضت كلية العلوم الفلسفية وعلى الرغم من ذلك، أمضت اربع سنوات تحاضر تحت اسم هلبرت. في عام 1919 تمت الموافقة لها على شهادة التأهل للأستاذية. ظلت نوتير عضوة بارزة في قسم الرياضيات لغوتنغن حتى عام 1933. وطلابها كانو يسموا أحيانا بأولاد نوتير. في عام 1932 انتقلت نوتير إلى الولايات المتحدة لتولّي منصب في كلية برين ماور في بنسلفانيا. وفي عام 1935 خضعت لعملية جراحية لكيس المبيض، وعلى الرغم من بدايات تحسنها إلا أنها توفيت بعدها بأربعة أيام عن عمر يناهز 53 عاما في 14 أبريل. ولقد قسمت أعمال نوتير إلى ثلاث عصور.

## حياتها الخاصة

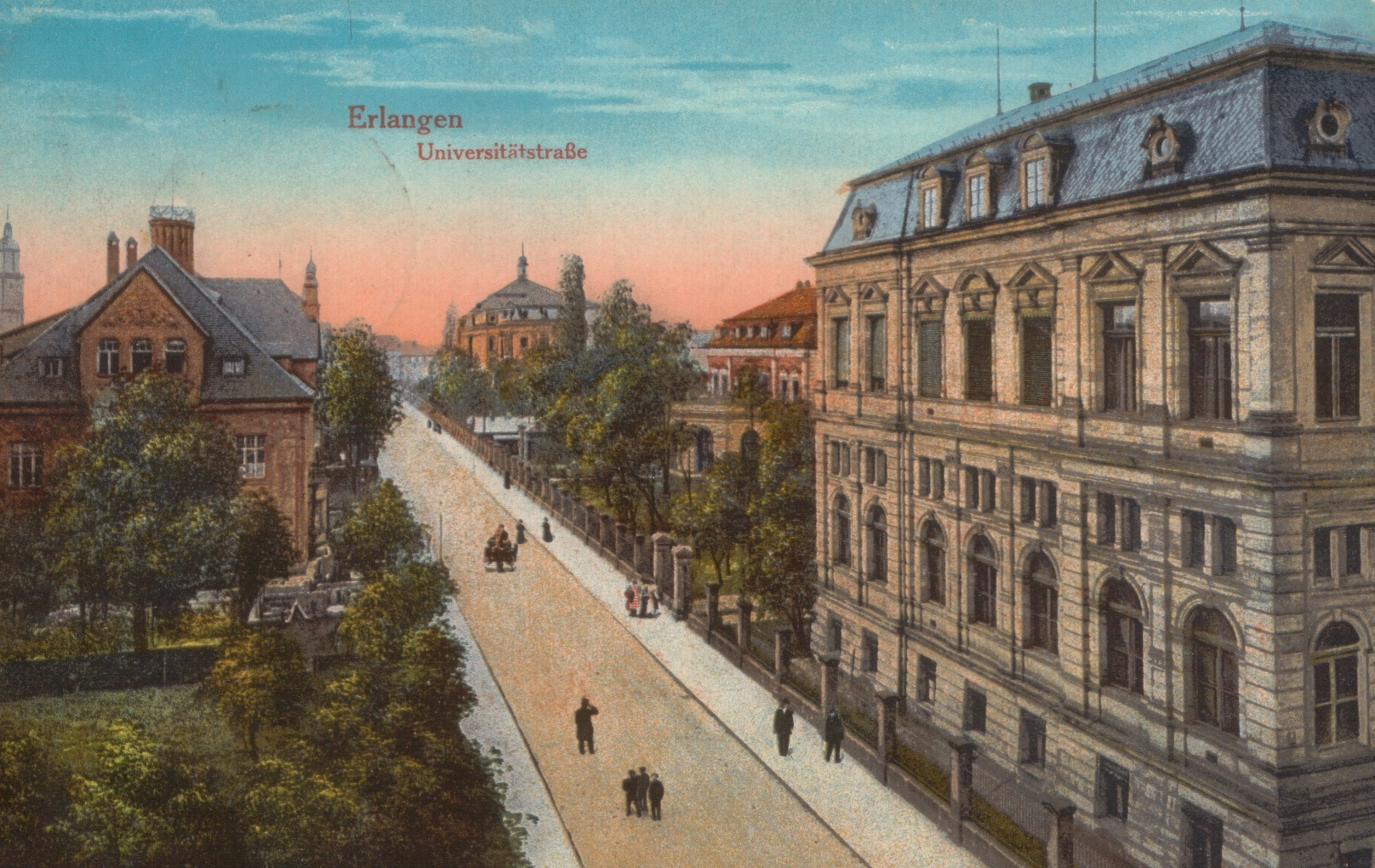
عاشت نوتير في المدينة البافارية التابعة لارلنغن، وصفت هنا في بطاقة بريدية عام 1916

ينحدر والد إيمي ماكس نوتير من عائلة تعمل في مجال التجارة بألمانيا. في عمر الأربعة عشر أُصيب بشلل الأطفال وبعد فترة استطاع المشي مرة أخرى ولكن ظلت ساقًا واحدة متضررة. حصل على شهادة الدكتوراه من جامعة هايدلبرغ في عام 1868، وقام بالتدريس هناك لمدة سبع سنوات حتى أصبحت له مكانة في المدينة البافارية وتزوج من أيدا أماليا كوفمان ابنة أحد التجار المزدهرين بالمدينة البافارية. كان ماكس له إنجازاته العظيمة وخاصة في مجال الهندسة الجبرية متبعا خطى الفريد.
وُلدت إيمي نوتير يوم 23 مارس عام 1882م، وكانت الأولى من أربعة أطفال. كان اسمها الأول «أمالي» ولكنها بدأت في استخدام اسمها الأوسط في سن مبكر عندما كانت فتاة صغيرة. كانت فتاة محبوبة وعلى الرغم من أنها لم تبرز على المستوى الأكاديمي إلا أنها كانت معروفة بذكائها وحب الناس لها. أثناء طفولتها كانت تعاني من قصر النظر. يحكي صديق للعائلة حول مدى شدة ذكاء إيمي حيث أنها كانت في حفلة للأطفال واستطاعت أن تحل دعابة تعتمد على التفكير بسرعة وذلك أظهر مدى فطنتها وذكائها في سنّ مبكر. تعلمت الطهي والتنظيف مثلها مثل معظم الفتيات في ذلك الوقت، وأخذت دروس في العزف على البيانو. لم تتابع أي من تلك الأنشطة بشغف أبدا على الرغم من أنها أحبت الرقص.

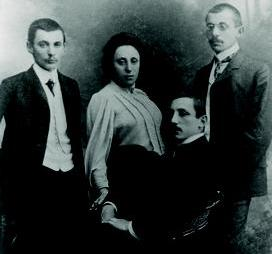
ايمي نوتير مع أخوتها ألفريد ، فريتز وروبرت قبل عام 1918.

لديها ثلاثة أخوة أصغر سنا أكبرهم ألفريد ولد عام 1883 حصل على شهادة الدكتوراه في الكيمياء من جامعة أرلنغن عام 1909. لكنه توفي في وقت لاحق بعد تسع سنوات. فريتز نوتير، ولد عام 1848 وكان مشهورا بإنجازاته الأكاديمية حيث بعد دراسته في جامعة ميونيخ جعل لنفسه سمعة في مجال الرياضيات التطبيقية. وأصغرهم غوستاف روبرت ولد عام 1889 لم يتم معرفة الكثير عن حياته حيث كان يعاني من مرض مزمن وتوفي عام 1928 م.

## المرحلة الأولى (1907-1919)
من بداية دراستها حتى ترقيتها إلى أستاذ مساعد قامت بدراسة اللامتباينات الجبرية (algebraic invarients) ونظريات حقول الأعداد (number fields)، فأسهمت في تطوير اللامتباينات التفاضلية في علم حساب التغيرات. وجاء أهم إسهام لها يذكره تاريخ الرياضيات وهو مبرهنة نوتير في نفس الفترة الزمنية.

## المرحلة الثانية (1919-1926)
غيّرت وجه الجبر المجرد، فعممت مفهوم القدوة (ideal) في الحلقات الإبدالية، واستخدمت بطريقة رشيقة شرط السلسلة التصاعدية في ذلك المفهوم فنتج من ذلك كيان رياضي تمت تسميته النويثيريان تقديراً من علماء الرياضيات لدورها.

## المرحلة الثالثة (1926-1935)
وجّهت اهتمامها نحو الحلقات اللا إبدالية والأرقام الفائقة المركبة، كما تمكنت من توحيد نظرية التمثيل للزمر مع الـ (modules & ideals) كما أنها ساعدت الكثير من العلماء في مجالات رياضية بعيدة عن الجبر مثل التوبولوجي ولكن من وجهة نظر جبرية، مما ساعد على نمو علم التوبولوجيا الجبرية.

## دراستها

### جامعة إرلنغن نورنبيرغ

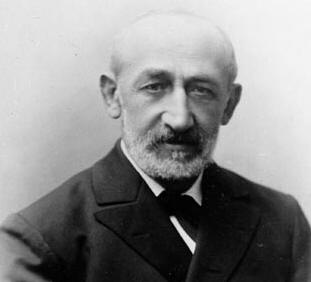
بول غوردان هو مشرف رسالة الدكتوراه الخاصة بإيمي نوتير والتي كانت عن أشكال الثوابت من الدرجة الثانية

قدّم بول غوردان العديد من الخدمات الاستشارية في رسالة دكتوراه إيمي نوتير التي تكون في مجال الثوابت. وأتقنت إيمي كلا من اللغة الإنجليزية والفرنسية في وقت قصير. في ربيع عام 1900، إمتحنت في هاتين اللغتين وحصلت على درجات جيدة جدًا. وبفضل هذا الأداء المتميز جعلها تحصل على حق التدريس في مدارس البنات؛ لكنها قررت بأن تستمر في عملها في جامعة إرلنغن نورنبيرغ. وكان هذا القرار قرار غير مألوف لأن مجلس أعيان الجامعة قبل عامين أوضحوا أن التعليم المشترك سوف يفسد النظام الأكاديمي. وقد سُمح بإجراء عمليات الرقابة أكثر من حضور إيمي الدروس ولقد كانت إحدى الطلبة في جامعة متكونة من 986 طالباً؛ لذلك كان يجب الحصول على إذن خاص من أساتذة الجامعة لحضور محاضراتهم أيضًا. وبالرغم من كل هذه العوائق إلا أنها اجتازت امتحان التخرج بتفوق في Realgymnasium في مدينة نورنبرغ في ألمانيا) وذلك في تاريخ 14 يوليو 1903.
درست في جامعة غوتنغن في موسم الشتاء من عام 1903-1904، وانضمت لمحاضرات عالم الفيزياء كارل شوارتزشيلد، وعالم الرياضيات هيرمان مينكوفسكي، واوتو بلومنتال، فيليكس كلاين وديفيد هيلبرت. وبعد فترة قصيرة اُلغيت القيود على حضور السيدات المحاضرات في هذه الجامعة. وعادت إيمي نوتير لجامعة إرلنغن نورنبيرغ والتحقت بها رسمياً في التاريخ الموافق 24 أكتوبر عام 1904 وذكرت أنها تريد التركيز أكثر في علم الرياضيات. في عام 1907 كتبت إيمي رسالة علمية اسمها (بالألمانية: Über die Bildung des Formensystems der ternären biquadratischen Form) وكانت تحت إشراف بول غوردان وقالت إيمي بخصوص هذه الرسالة العلمية أنها تعتبر «قمامة» بالرغم من أنها تم استقبالها بشكل جيد. وقامت بالتدريس لمدة سبع سنوات من عام 1908 إلى عام 1915 في معهد الرياضيات بجامعة إرلنغن نورنبيرغ بدلاً من والدها الذي كان في وضع لا يسمح له بإلقاء المحاضرات؛ نظراً لمرضه من حين لآخر وكانت لا تتقاضى أجرا مقابل ذلك. في عام 1910 و 1911 قامت بنشر امتداد لرسالتها العلمية حيث قامت بتحويل ثلاث متغيرات إلى المتغير (ن).
وأُحيل غوردان على المعاش في أوائل عام 1910، لكنه داوم على إلقاء المحاضرات مع خليفه «إيرهارد شميت» الذي غادر بعد مدة وجيزة ليشغل منصباً ما في فروتسواف. وترك غوردان نهائياً التدريس في الجامعة في عام 1911 وذلك بسبب مجيء إرنست فيشر الذي حلّ مقام «ايرهارد شميت»، وتُوفي في شهر ديسمبر عام 1912. ووفقاً لهيرمان فايل أن فيشر كان يعتبر مصدر إلهام هام على نوتير؛ نظراً لتقديم نفسها لا سيما مع أعمال ديفيد هيلبرت. ومن عام 1913-1916، قامت نوتير بتوسيع سعة نطاق أساليب هيلبرت، وطبقت العديد من العمليات الحسابية مثل فضاء رياضي للدالة الكسرية وثوابت المجموعات المحدودة، وقامت بنشر ما كتبته من مقالات. وتعتبر هذه المرحلة بداية اتصال بالجبر التجريدي في مجال الرياضيات التي تعتبر رائدة فيه بفضل مساهماتها.
وساهم نوتير وفيشر في علم الرياضيات وهم مستمتعون، وفي أغلب الوقت كان تستمر مناقشاتهما حتى بعد انتهاء المحاضرات. وعُرف أن نوتير كانت بترسل أفكارها المستمرة حول علم الرياضيات لفيشر عن طريق البطاقات البريدية.

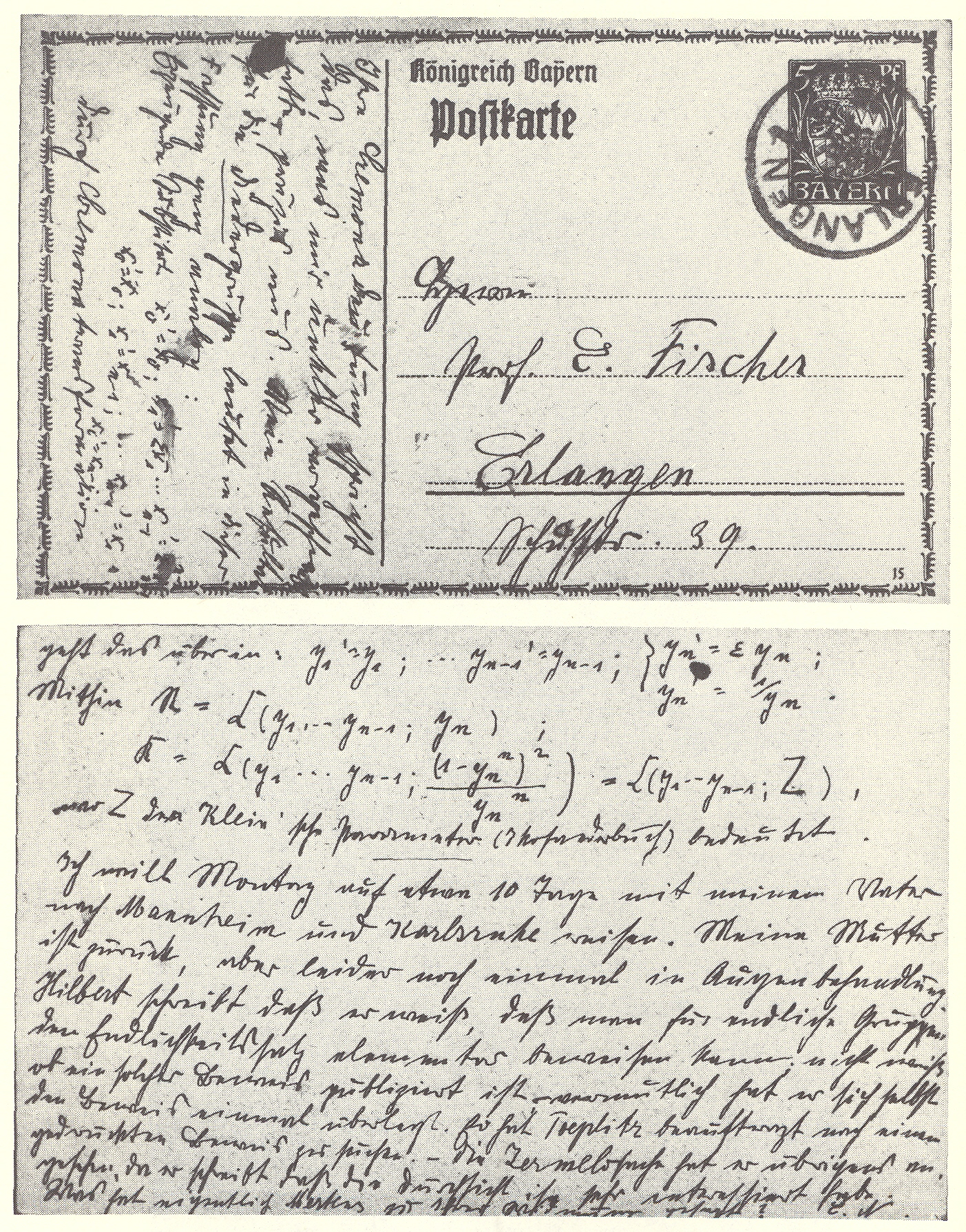
كانت تستخدم إيمي نوتير أحيانا البطاقات البريدية لمناقشة الجبر المجرد مع زميلها إرنست فيشر ، وختمت هذه البطاقة يوم 10 أبريل عام 1915 م.

## جامعة غوتنغن

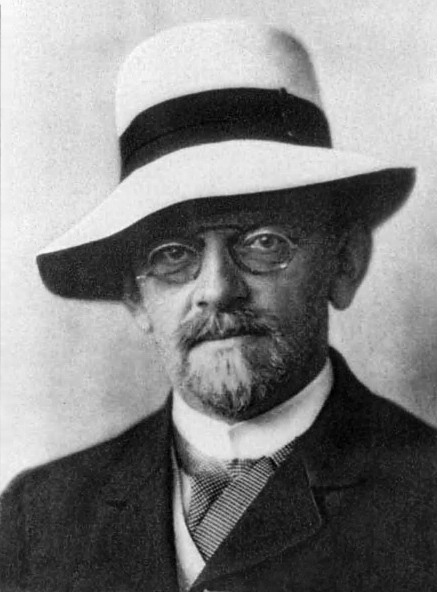
في عام 1915 دعا ديفيد هيلبرت نوتير للانضمام إلى قسم الرياضيات بجامعة غوتنغن، مما شكل تحديا لآراء بعض زملائه أن المرأة لا ينبغي أن يسمح لها بلتدريس في الجامعة.

في أوائل عام 1915 قام كلا من دايفيد هيلبرت وفليكس كلاين بدعوة إيمي نوتير للعودة إلى جامعة غوتنغن. على الرغم من جهودهم لتعيينها إلا أن علماء اللغة والمؤرخين في كلية الفلسفة قاموا بالرفض التام وأصروا على أنها غير مؤهلة. وقال أحد أعضاء هيئة التدريس معترضا «ماذا سيفكر جنودنا عند عودتهم إلى الجامعة ويكتشفوا أنهم سيتعلموا عند قدمي امرأة؟» ورد هيلبرت وهو غاضب قائلا «أنا لا أرى أن الجنس المرشح هو حجتكم للإعتراف بمؤهلاتها العلمية، وفي النهاية نحن جامعة وليس حمام منزل»  غادرت إيمي نوتير غوتنغن في أواخر شهر أبريل، بعد إسبوعين توفيت والدتها فجأة في إرلنغن. وقد كانت في وقت سابق قد تلقت رعاية صحية من أجل حالة عينيها ولكن تأثير ذلك على موتها كان مجهولا. في نفس الوقت تقريبا تقاعد الأب نوتير وانضم شقيقها للجيش الألماني من أجل الخدمة في الحرب العالمية الأولى. عادت إيمي إلى إرلنغن لعدة أسابيع، وقضت معظمهم لرعاية والدها المسن. خلال السنوات الأولى لها في مجال التدريس بجامعة غوتنغن لم يكن لديها مكانة رسمية ولم تأخذ أي أجر. ودفعت عائلتها لها المسكن والمأكل وقاموا بدعم عملها الأكاديمي. غالبا ما كان يتم الإعلان عن محاضراتها تحت اسم هلبرت، وأنها سوف تقوم بالمساعدة.
بعد وقت قصير من وصولها إلى جامعة غوتنغن أثبتت إيمي نوتير قدراتها عن طريق إثبات نظرية تعرف الآن باسم نظرية نوتير. قال علماء الفيزياء الأمريكان ليون ليدرمان وكريستوفر هيل في كتابهما التماثل والكون الجميل أن نظرية نوتير هي بالتأكيد واحدة من أهم النظريات الرياضية التي ثبتت توجيه تطور الفيزياء الحديثة وربما كانت على قدم المساواة بنظرية فيثاغورس.

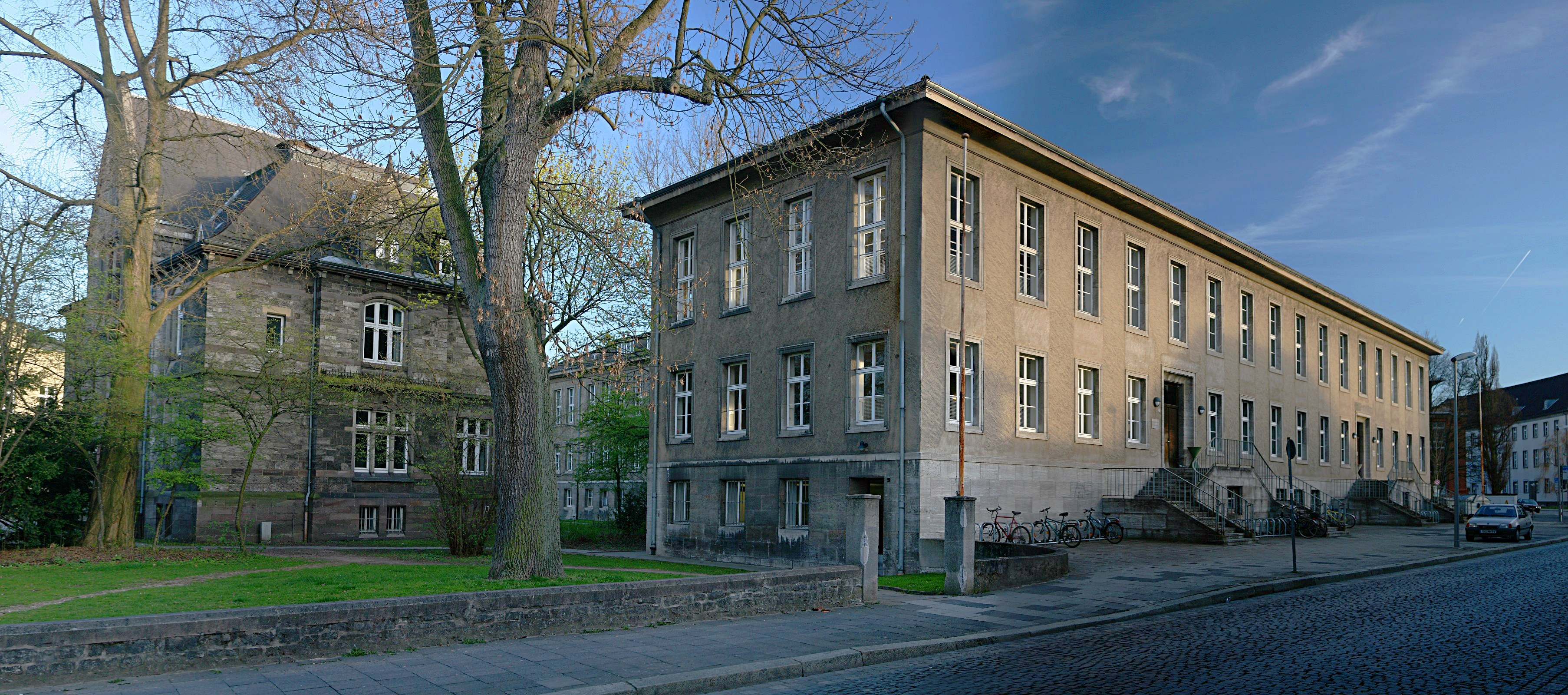
سمح قسم الرياضيات في جامعة غوتنغن نوتير في عام 1919 للتأهيل ، وبعد أربع سنوات كانت قد بدأت المحاضرات في الجامعة.

عندما انتهت الحرب العالمية الأولى، أدت الثورة الألمانية 1918-1919 إلى تغير كبير في الأوضاع الأجتماعية، تضمن ذلك المزيد من الحقوق للمرأة.
في عام 1919 سمحت جامعة غوتنغن لنوتير المضي قدما في التأهيل العلمي، وعقد الامتحان الشفوي لها في أواخر مايو، وحصلت على تأهيلها بنجاح في يونيو. وبعد ثلاث سنوات حصلت على رسالة من وزير روسيا للعلوم والفنون، والتعليم العام وكانت الرسالة تحت اسم nicht beamteter ausserordentlicher Professor (أستاذ غير متفرغ بحقوق إدارية داخلية محدودة وبمهام.) وكان هذا منصب «استثنائي» بدون أجر حيث كانت لها مكانة في الخدمة المدنية. على الرغم من أنه كان يدرك أهمية عملها إلا كان هذا التعيين بدون أجر. لم تقتضي نوتير أي أجر مقابل محاضراتها حتى حصلت على منصب خاص في Lehrbeauftragte für Algebra بعد عام.

### أعمالها البارزة في الجبر التجريدي
على الرغم من أن نظرية نوتير كان لها تأثير عميق على الفيزياء، إلا أنها كان لها دور كبير في مجال الرياضيات لمساهماتها المؤثرة في الجبر التجريدي. كتب ناثان جاكوبسون في مقدمة بحثه عن نوتير أن "تطور الجبر المجرد، يُعد واحد من أهم الابتكارات المميزة للرياضيات في القرن العشرين، ويرجع ذلك إلى حد كبير لإيمي نوتير - في أبحاثها المنشورة، في المحاضرات، وفي التأثير الشخصي على المعاصرين.

### المحاضرات والطلاب
في جامعة غوتنغن، أشرفت نوتير على أكثر من عشرة من طلاب الدكتوراه. وكانت أول تلميذة هي غريت هيرمان، التي دافعت عن نوتير بأطروحة لها في فبراير عام 1925. وتحدثت باحترام عنها في «أطروحة الأم».
كما عملت بشكل وثيق مع وولفغانغ كرول الذي كان متقدم جدا في الجبر التبادلي وتسنغ جيانغ تشي صاحب نظرية «تسنغ».

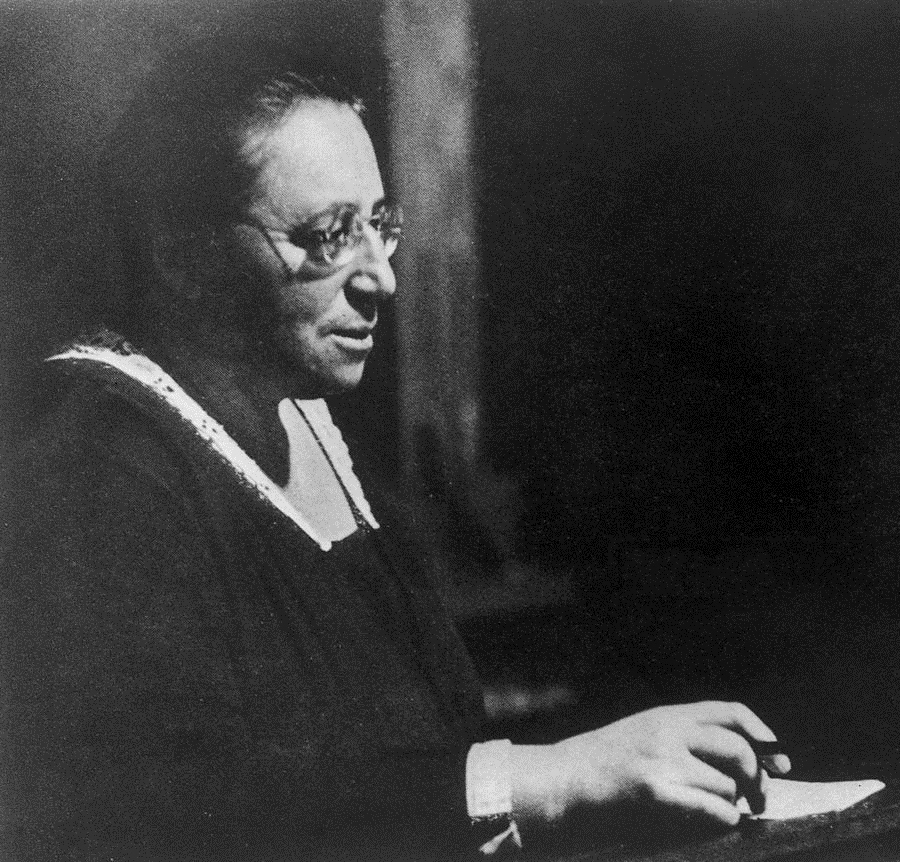
ايمي نوتير عام 1930م.

بالإضافة إلى بصيرتها الرياضية، كانت نوتير تحظى باحترام الآخرين. على الرغم من أنها كانت أحيانا تتصرف بوقاحة تجاه الذين يعارضونها، إلا أنها اكتسبت سمعة حسنة بسبب صبرها ومساعدتها المفيدة للطلاب الجدد. بسبب حرصها الشديد ودقتها في الرياضيات أدى إلى جعل زميلها في الجامعة يقول عليها أنها "ناقدة متعصبة". وقام زميل لها في وقت لاحق بوصفها على النحو التالي " متواضعة جدا وخالية من الغرور، إنها لم تحتفظ بأي شيء لنفسها وكانت ترفع من شأن أعمال طلبتها.
كانت حياتها بسيطة جداً لأنها لم تكن تتقاضى أجرا من الجامعة وحتى بعد أن بدأت الجامعة تعطيها أجرا بسيطا في عام 1932م استمرت إيمي نوتير في عيش حياتها ببساطة وتواضع. في وقت لاحق في حياتها كانت تأخذ أجرا أكثر سخاء ولكنها كانت تقوم بحفظ نصف راتبها من أجل ابن أخيها غوتفريد نوتير.
أشار كتاب السيرة الذاتية أن إيمي نوتير لم تكن تبالي بمظهرها أو مبادئها ولكنها كانت تركز أكثر على دراستها. عالمة جبر مشهورة تُدعى أولغا توسكي تود اجتمعت مع إيمي نوتير على الغداء وقالت بأنها كانت مستغرقة تماما في مناقشة الرياضيات وكانت تأكل بطريقة غير لائقة حيث كان الطعام دائما يقع على فستانها وهي غير مهتمة على الإطلاق. كانت لا تهتم بمظهرها على الإطلاق حيث أنها كانت في محاضرة وكان شعرها في حالة من الفوضى وخلال فترة الاستراحة قام طالبتين بالذهاب للتعبير عن اهتمامهم بها ولكنهم لم يستطيعوا التحدث معها بسبب مناقشتها للرياضيات مع الطلبة بطريقة حيوية.

## وفاتها
في عام 1935 اكتشف الأطباء وجود ورم في رحمها، وكانوا قلقين من وجود مضاعفات بعد إجراء عملية ولكنهم أمروا بأن ترتاح في الفراش لمدة يومين أولا وخلال العملية اكتشفوا وجود ورم بحجم ثمرة الشمام. وقد كان هناك أيضا أورام أخرى صغيرة ولكن اعتقد الأطباء بأنها أورام حميدة ولا تحتاج إلى إزالتها وذلك حتى لا تطول مدة العملية الجراحية. وبعد انتهاء العملية ظلت لمدة أربعة أيام طبيعية وشفيت بسرعة ولكن في يوم 14 أبريل سقطت نوتير فاقدة للوعي وارتفعت درجة حرارتها إلى 109 درجة فهرنهايت (42.8 درجة مئوية) وتوفيت. وكتب أحد الأطباء «أنه ليس من السهل أن أقول ما حدث للدكتورة نوتير، حيث أنه من المحتمل أنه كان هناك شكلاً من أشكال الإصابة اجتاح المخ وأثّر على مراكز الحرارة في الجسم».

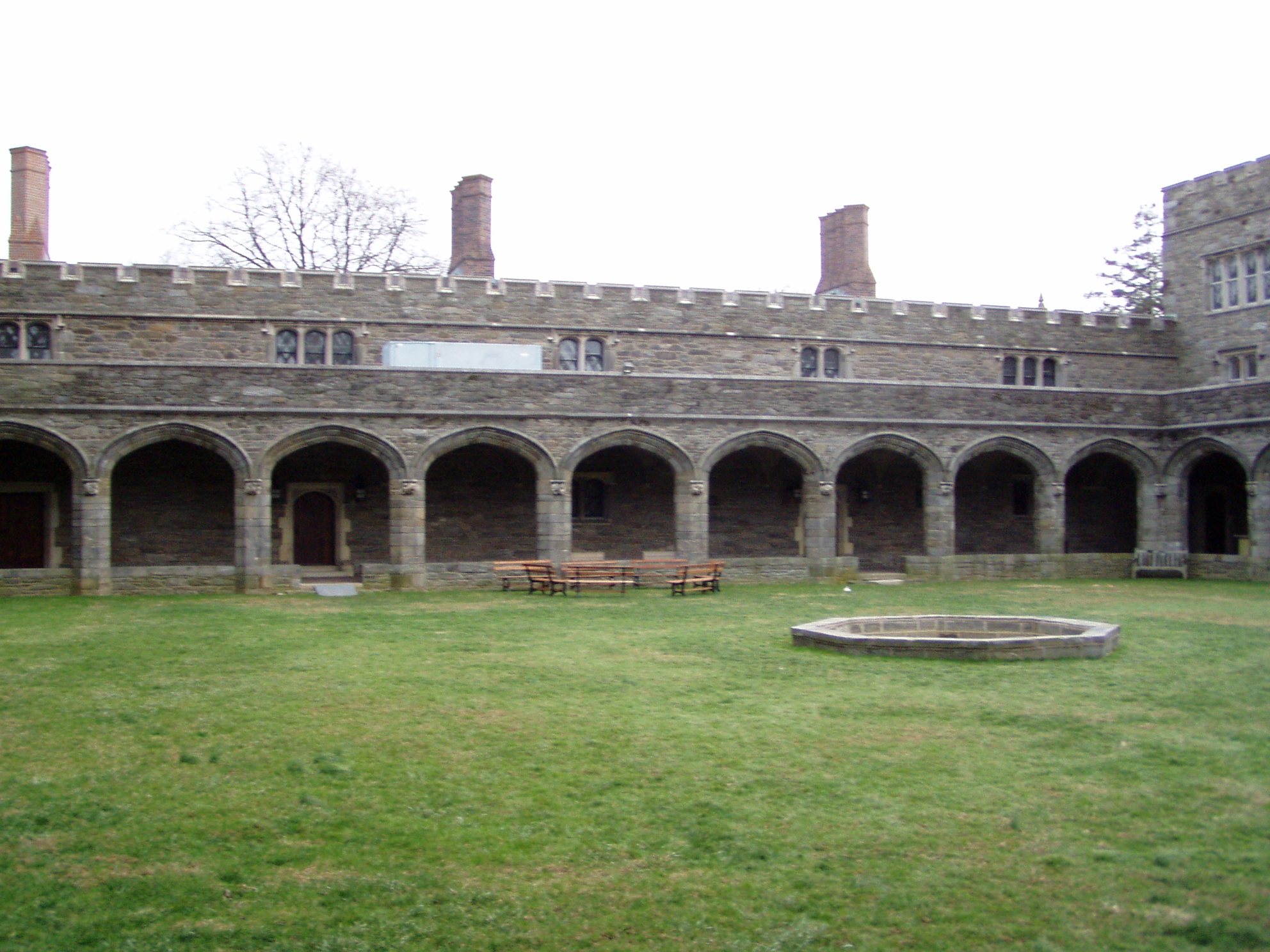
لا يزال رفات نوتير موجودا تحت الممشى الذي يحيط أروقة مكتبة توماس بجامعة برين ماور

بعد وفاة نوتير ببضعة أيام قام أصدقاؤها والمقربين لها بإقامة حفل تأبين صغيرة في منزل رئيس الكلية «بارك». هيرمان ويل وريتشارد براور سافروا إلى جامعة برينستون، وتحدثوا مع ويلر وتوسكي عن زميلتهم الراحلة. لا يزال رفات نوتير موجودا تحت الممشى الذي يحيط أروقة مكتبة توماس بجامعة برين ماور.

## العمل في الجبر التجريدي
بدأ عمل نوتير في الجبر في عام 1920، ونشرت بعد ذلك مقالة حول نظرية المُثُل التي حددت فيها مع عالم الرياضيات فيرنر شميدلر المُثُل اليمنى واليسرى في الحلقة. نشرت نوتير في العام الذي يليه مقالة بعنوان "Idealtheorie in Ringbereichen" تشرح فيها حالات السلسلة المتصاعدة فيما يتعلق بالمُثُل الرياضية.
علّق عالم الجبر الشهير إرفينغ كابلانسكي على مقالة نوتير ووصفها بأنها ثورية، وأدت هذه المقالة إلى ظهور مصطلح «حلقة نوتيرية» وتسمية العديد من المواضيع الرياضية الأخرى باسمها.
وصل عالم رياضيات هولندي شاب يدعى بارتل ليندارت فان دير ويردين إلى جامعة غوتنغن في عام 1924، وبدأ على الفور العمل مع نوتير التي قدمت طرائق قيّمة من التصور التجريدي. قال فان دير ويردين في وقتٍ لاحق أن إبداعها كان يفوق المقارنة. نشر فان دير ويردين نصًا بعنوان «الجبر الحديث» في عام 1931، وهو نص رئيسي في هذا المجال ويحتوي على بعض أعمال نوتير في قسمٍ منه. أدرج فان دير ويردين اسم نوتير في النص على الرغم من أنها لم تكن تحب التقدير أو تسليط الضوء عليها.
كانت زيارة فان دير ويردين جزءًا من تجمّع علماء الرياضيات من جميع أنحاء العالم في جامعة غوتنغن، والتي أصبحت مركزًا رئيسيًا للبحوث الرياضية والفيزيائية. حاضر عالم الطبولوجيا الروسي بافل ألكساندروف في الجامعة من عام 1926 حتى عام 1930، وسرعان ما أصبح هو ونوتير صديقان حميمان. بدأ يشير إليها باسم «دير نوتير» مستخدماً التابع الألماني المذكر كمصطلح محبب لإظهار احترامه.
```
حاولت نوتير أن تؤمّن له وظيفة في جامعة غوتنغن كأستاذ دائم، ولكنها كانت قادرة فقط على مساعدته في الحصول على منحة دراسية من مؤسسة روكفلر.
[
61
]
[
62
]
[
63
]
 التقى الاثنين بانتظام واستمتعوا بمناقشات حول تقاطعات الجبر والطوبولوجيا. أطلق ألكسندروف على إيمي نوتير لقب «أعظم عالمة رياضيات في كل العصور».
```

## طلاب الدراسات العليا والمحاضرات المؤثرة
بالإضافة إلى نظرتها الرياضية اكتسبت نوتير الاحترام نظرًا لمراعاتها واحترامها للآخرين. كانت تتصرف في بعض الأحيان بوقاحة تجاه من كان يختلف معها في الرأي، ولكنها اكتسبت سمعة جيدة بسبب مساعدتها المستمرة وتوجيهها للطلاب الجدد.
```
أدى إخلاصها للدقة الرياضية إلى تسميتها «ناقدة شديدة» من قبل أحد زملائها.
[
64
]
 وصفها أحد الزملاء فيما بعد بهذه الطريقة: «لم تكن نوتير تدّعي أي شيء لنفسها وليست مغرورة، لكنها كانت تدعم أعمال طلابها قبل كل شيء».
[
65
]
```

## التقدير
حصل كل من إيمي نوتير وإميل آرتين على جائزة أكرمان- تيوبنر التذكارية لمساهمتهما في الرياضيات في عام 1932. تضمنت الجائزة مكافأة نقدية قدرها 500 رايخ مارك ألماني، واعتُبرت تقديرًا رسميًا طال متأخرًا لعملها الكبير في هذا المجال.
احتفل زملاء نوتير بعيد ميلادها الخمسين في عام 1932 بأسلوب علماء الرياضيات النموذجيين. كتب هيلموت هاس مقالًا لها في صحيفة "Mathematische Annalen" أكد فيه شكوك نوتير في أن بعض جوانب الجبر غير التبادلي أبسط من تلك الخاصة بالجبر التبادلي عن طريق إثبات قانون المقلوبية غير التبادلية.ر
ألقت نوتير خطابًا عامًا حول الأنظمة المعقدة للغاية في علاقاتهم بالجبر التبادلي ونظرية الأعداد في المؤتمر الدولي لعلماء الرياضيات في زيورخ في تشرين الثاني/نوفمبر عام 1932. حضر المؤتمر 800 شخص ومن بينهم زملاء نوتير مثل هيرمان ويل، وإدموند لانداو، وولفغانغ كرول.
```
قُذّم 420 مشاركًا رسميًا و 21 خطابًا عامًا، وكانت طريقة كلام نوتير تدل على أهمية إسهاماتها في الرياضيات. يوصف هذا المؤتمر في بعض الأحيان على أنه مرحلة لامعة في حياتها المهنية.
[
66
]
```

## الطرد من غوتنغن على يد الرايخ الثالث
ازداد النشاط النازي في جميع أنحاء البلاد بشكل كبير بعد استلام أدولف هتلر رئاسة الرايخ الألماني في كانون الثاني/يناير عام 1933. قادت رابطة الطلاب الألمان في جامعة غوتنغن الهجوم على «الروح غير الألمانية» المنسوبة لليهود، وأيّد هذا الهجوم شخص يدعى فيرنر ويبر، وهو أحد طلاب نوتير. خلقت المواقف المعادية للسامية مناخًا معاديًا للأساتذة اليهود، ونتيجةً لذلك طالب أحد المحتجين بالتالي: «يريد الطلاب الآريون الرياضيات الآرية وليس الرياضيات اليهودية.» 
كان من بين الإجراءات الأولى لإدارة هتلر هي قانون استعادة الخدمة المدنية المهنية الذي يزيل اليهود والموظفين الحكوميين المشتبه بهم سياسياً (بما في ذلك أساتذة الجامعات) من وظائفهم ما لم يظهروا ولائهم لألمانيا من خلال الخدمة في الحرب العالمية الأولى. تلقت نوتير إشعارًا من وزارة العلوم والفنون والتعليم العام في بروسيا مفاده كالتالي: «بناءً على الفقرة 3 من قانون الخدمة المدنية الصادر في 7 نيسان/أبريل 1933، فإنني أسحب بموجب هذا القانون حقك في التدريس في جامعة غوتنغن». أُقصي العديد من زملاء نوتير اليهود من مناصبهم في مجال التعليم بمن فيهم ماكس بورن وريتشارد كورانت.
قبلت نوتير القرار بهدوء، وقدمت الدعم للآخرين خلال هذا الوقت العصيب. كتب هيرمان ويل في وقت لاحق: «كانت إيمي نوتير في شجاعتها وصراحتها وعدم اهتمامها بمصيرها وروحها التصالحية عزاءًا أخلاقيًا في خضم كل الكراهية، واليأس، والحزن المحيطين بنا». لم تفقد نوتير تركيزها على الرياضيات، وجمعت الطلاب في شقتها لمناقشة نظرية حقل الفصل.

## لاجئة في برين ماور وبرينستون في أمريكا
عندما بدأ العشرات من الأساتذة العاطلين عن العمل في البحث عن وظائف خارج ألمانيا، سعى زملاؤهم في الولايات المتحدة إلى توفير المساعدة وفرص العمل لهم. عُيِّن ألبرت أينشتاين وهيرمان ويل من قبل معهد الدراسات المتقدمة في برينستون، بينما عمل آخرون على إيجاد راعٍ للهجرة القانونية.
تواصل ممثلو كلية برين ماور بالولايات المتحدة وكلية سومرفيل في جامعة إكسفورد في إنجلترا مع نوتير، وبعد سلسلة من المفاوضات مع مؤسسة روكفلر وافق المعنيون على تقديم منحة برين ماور لنوتير، وتولت منصب هناك ابتداءً من أواخر عام 1933.
التقت نوتير مع آنا ويلر التي درست في غوتنغن قبل وصول نوتير إلى هناك في برين ماور. كان رئيس برين ماور الذي يُدعى ماريون إدواردز بارك أحد مصادر الدعم الأخرى في الكلية، ودعا بحماس علماء الرياضيات في المنطقة لرؤية الدكتورة نوتير في العمل. عملت نوتير وفريق صغير من الطلاب بسرعة بالاعتماد على كتاب فان دير ويردين «الجبر الحديث» الذي أُصدر في عام 1930، وأجزاء من نظرية إريك هيكي لنظرية الأعداد الجبرية. [82]
بدأت نوتير بإلقاء محاضرات في معهد الدراسات المتقدمة في برينستون بدعوة من أبراهام فليكسنر وأوزوالد فيبلن في عام 1934. عملت أيضًا مع أبراهام وألبرت وهاري فانديفر وأشرفت عليهم.
قضت نوتير وقتًا ممتعًا في الولايات المتحدة حيث كانت محاطة بزملائها الداعمين ومحاطة بمواضيعها المفضلة. عادت لفترة قصيرة إلى ألمانيا لرؤية إميل أرتين وشقيقها فريتز قبل مغادرته إلى تومسك في صيف عام 1934. كانت نوتير قادرة على استخدام المكتبة كباحثة أجنبية على الرغم من أن العديد من زملائها السابقين قد أُجبروا على الخروج من الجامعات.

## روابط خارجية
- إيمي نوتر على موقع الموسوعة البريطانية (الإنجليزية)